# Александър Христов (футболист)
Вижте пояснителната страница за други личности с името Александър Христов.
Александър Христов – Шкубата е бивш български футболист. Роден е на 31 май 1904 в София. Извън футбола е зъболекар по професия. Включен в идеалната единадесеторка по случай половинвековния юбилей на „Левски“ през 1964 г.

## Кариера
Като дете заиграва футбол в „Скобелев“ (София). От 1921 играе в „Левски“ (София), като има над 100 мача за отбора. Бил е и капитан на отбора. Шампион на България през 1933 г. с „Левски“. Четирикратен столичен първенец и четирикратен носител на купата „Улпия Сердика“. Включен в първия състав на националния отбор през 1924 г., като изиграва 7 срещи. След края на състезателната си кариера е треньор. Умира на 12 март 1992 в София.